# رلسبرگ
رلسبرگ (به آلمانی: Relsberg) یک شهر در آلمان است که در Lauterecken-Wolfstein واقع شده‌است. رلسبرگ ۲۰۹ نفر جمعیت دارد.